# Rudolf Hitrec
Rudolf Hitrec (Zágráb, 1903. április 12. – Zágráb, 1970. január 13.) horvát labdarúgó, edző, 1940 és 1943 között a horvát válogatott szövetségi kapitánya. 

## Pályafutása
1919 és 1921 között a Concordia Zagreb, 1921 és 1930 között a Građanski Zagreb labdarúgója volt. 1923-ban, 1926-ban és 1928-ban megnyerte csapatával a szerb, szlovén és horvát csapatok számára kiírt bajnokságot. 
1926-ban egy Bulgária elleni mérkőzésen pályára lépett a jugoszláv válogatottban. 1941-ben a Horvát labdarúgó-szövetség elnöke volt, 1940 és 1943 között pedig a horvát válogatott szövetségi kapitányaként dolgozott. A második világháborút követően befejezte pályafutását és Zágrábban, az egészségügyi klinikán dolgozott orvosként.